# チャーン山
チャーン山 (เขาช้าง、カオ・チャーン)は、タイ王国パンガー県ムアンパンガー郡の旧市庁舎の裏にある山である。山の麓には「プン・チャーン」（象の胃袋）という名で知られる洞窟があり、鍾乳石や石筍がみられる。また洞窟の何カ所かは常に水があふれており、ボートでしか入れない場所がある。 

## 県の象徴
チャーン山には、パンガー県にとって大切な象徴である。この山は大きな象がかがみ込んだような外観をしており、パンガー県の県章の中に描かれている。

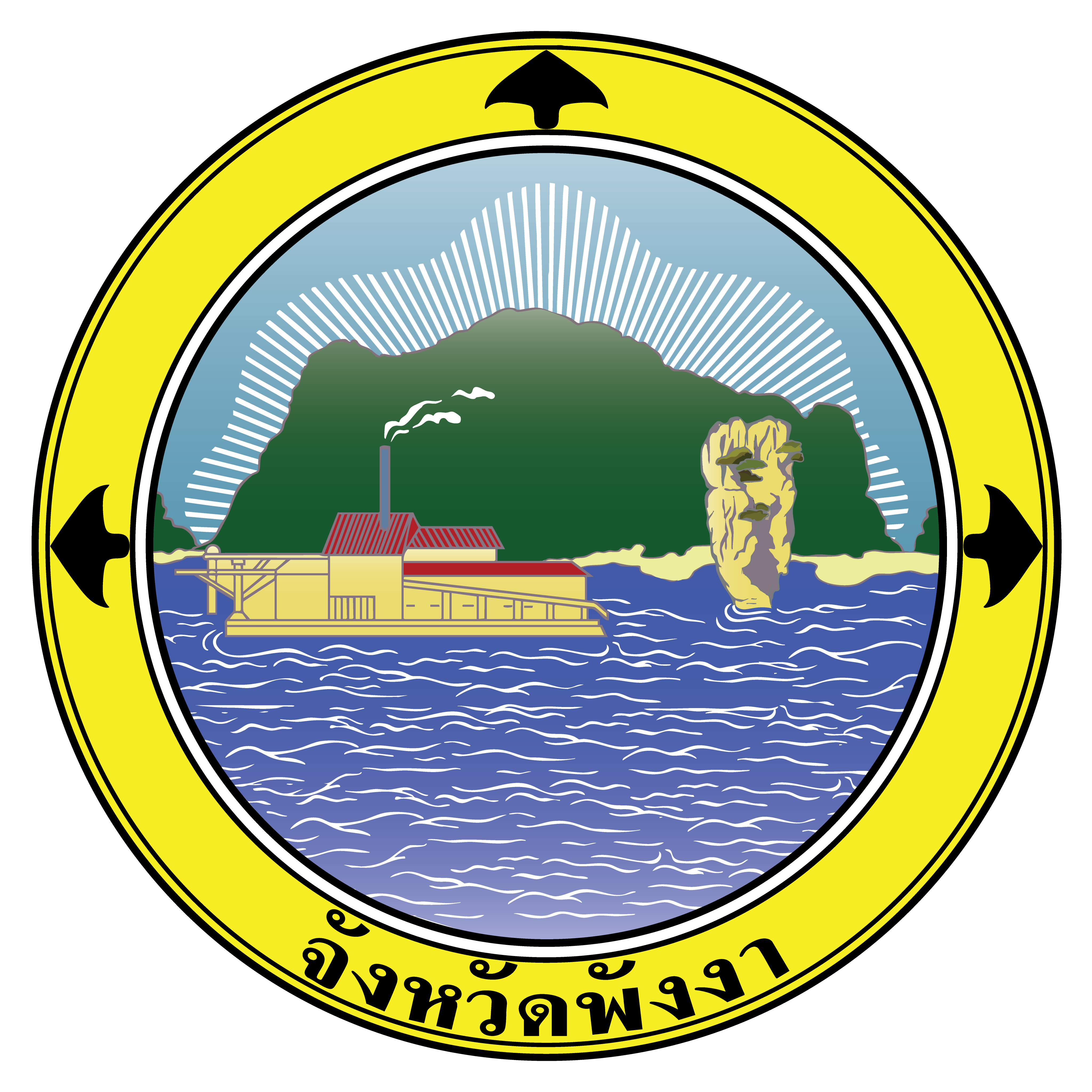
パンガー県の県章